# بويناري دي أرجيش
بويناري دي أرجيش هي بلدية تقع في إقليم أرجيش في رومانيا.